# Academia Alfonsiana

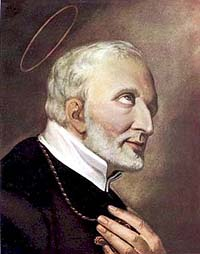
Santo Afonso de Ligório, cujos ensinamentos inspiraram a criação da Academia.

A Academia Alfonsiana (em italiano:  Accademia Alfonsiana; em latim: Academia Alphonsiana), também comumente conhecido como Alfonsianum, é uma instituição pontifícia de ensino superior fundada em 1949 pelos Redentoristas e localizada em Roma, Itália.
Desde 1960, a Academia especializou-se em teologia moral como parte da Faculdade de Teologia da Pontifícia Universidade Lateranense. A Academia concede licenciatura e doutorado em teologia moral.

## Ex-alunos notáveis

### Cardeais
- Francesco Coccopalmerio (1938–)
- Polycarp Pengo (1944–)
- Severino Poletto (1933–2022)
- Óscar Rodríguez Maradiaga (1942–)

### Arcebispos e Bispos
- Joseph Charron (1939–)
- Peter Comensoli (1960–)
- James D. Conley (1955–)
- Patrick Hoogmartens (1952–)
- Carl Frederick Mengeling (1930–)
- Franco Mulakkal (1964–)
- John Clayton Nienstedt (1947–)
- Michael Fors Olson (1966–)
- Luigi Padovese (1947-2010)
- Wojciech Polak (1964–)
- Joseph Indrias Rehmat (1966-)
- Hipólito Reyes Larios (1946–2021) [2]
- Luis José Rueda Aparicio (1962–)
- Michael Sis (1960–)
- Edmund James Whalen (1958–)
- John Wilson (1968-)
- Luc Terlinden (1968-)

### Teólogos
- Charles E. Curran (1934–)